# Julien Bourguignon
Julien Bourguignon (* 1984) ist ein ehemaliger französischer Snowboarder. Er startete in der Disziplin Halfpipe.

## Werdegang
Bourguignon trat international erstmals bei den Juniorenweltmeisterschaften 2002 in Rovaniemi in Erscheinung. Dort errang er den 22. Platz. In der Saison 2002/03 gab er in Laax sein Debüt im Snowboard-Weltcup, wobei er den 29. Platz belegte und erreichte in Whistler mit dem fünften Platz seine beste Platzierung im Weltcup. Beim Saisonhöhepunkt, den Snowboard-Weltmeisterschaften 2003 am Kreischberg, kam er auf den 29. Platz. Bei den folgenden Juniorenweltmeisterschaften 2003 in Prato Nevoso gewann er die Bronzemedaille. In der Saison 2003/04 belegte er bei den Juniorenweltmeisterschaften 2004 den 52. Platz im Big Air sowie den 23. Rang in der Halfpipe und absolvierte in Bardonecchia seinen neunten und damit letzten Weltcup, welchen er auf dem 55. Platz beendete.